# Gilbert Privat
Pour les articles homonymes, voir Privat.
Gilbert Privat, né le 27 mai 1892 à Toulouse et mort le 3 août 1969 à Soulac-sur-Mer, est un sculpteur et peintre français, lauréat du Prix de Rome en 1921.

## Biographie

### Famille et formation
Auguste Gilbert Privat est originaire de Toulouse où son père est sculpteur sur bois. Après un premier apprentissage dans l’atelier paternel, il s’inscrit à l’École des beaux-arts de Toulouse puis à l’École nationale supérieure des beaux-arts de Paris où il est l’élève de Jules Coutan dans la section sculpture.
Mobilisé pendant la Première Guerre mondiale, il est blessé à quatre reprises et est, à ce titre, décoré de la Médaille militaire.

### Carrière de sculpteur
Rendu à la vie civile, Gilbert Privat élit domicile dans le 14e arrondissement de Paris ; en 1921, il remporte le second grand prix de Rome dont le lauréat est, cette année-là, Élie-Jean Vézien. Il expose régulièrement dans les divers salons parisiens et en 1937, à l’Exposition internationale à Paris.
Il se marie en novembre 1937 à Périgueux à Odette de Puiffe de Magondeaux, docteur en droit et avocate ; le couple réside pendant l'Occupation dans le sud de la France et ne regagne la capitale qu’après la Libération. Gilbert Privat a reçu de nombreuses récompenses, notamment une médaille d’or de la Société des Arts et Lettres.
Le couple réside au no 41, rue Boulard (14e arrondissement de Paris). Odette Gilbert-Privat a été adjointe au maire pendant plusieurs années.
Il fait l’acquisition d’une villa à Soulac-sur-Mer, où il meurt le 3 août 1969.
Mme Odette Gilbert-Privat a publié en 1997 une biographie de son époux.

## Distinctions
Gilbert Privat est nommé chevalier de l'ordre national de la Légion d'honneur par décret du 29 décembre 1948. Il est décoré de la croix de guerre 1914-1918 en 1916 et de la médaille militaire en 1918.

## Hommage
Plusieurs communes ont honoré sa mémoire en donnant son nom à une rue comme Périgueux, Soulac-sur-Mer et Paris où, dans le 14e arrondissement la place Gilbert-Privat a été inaugurée le 11 novembre 2004 en présence de Mme Gilbert-Privat.

## Œuvres

### Monuments aux morts
- Clamart : implanté symboliquement aux abords du bois, (place du Garde), ce monument en pierre, qui a été inauguré le 11 novembre 1924, rend hommage aux préposés des Eaux et Forêts morts pour la France lors de la Première Guerre mondiale[6].
- Lignières : le monument représente une berrichonne appuyée sur une colonne dans l’attitude du plus profond recueillement et a été inauguré le 14 octobre 1923 ; Gilbert Privat en reçut la commande grâce aux liens qu'il tissa avec la comtesse de Bourbon-Lignières qui entretenait l'hôpital militaire installé dans la commune où il effectua sa convalescence en 1915 ; le monument a été restauré en novembre 2012[7].
- Mairie du 14e arrondissement de Paris : le monument aux morts, placé dans l’escalier de cette mairie est de Gilbert Privat qui résidait dans ce quartier de la capitale ; il a été inauguré le 19 février 1928 par le préfet de la Seine[8],[9].
- Sainte-Anne : la statue de la Victoire du monument aux morts date de 1949[10] et est inscrit aux monuments historiques depuis 2018[11].

### Statues
- Statue du Général d'Hautpoul : statue grandeur nature, en pierre blanche, de Jean Joseph Ange d'Hautpoul, général d'Empire, à Gaillac ; érigée le 13 novembre 1949, elle remplace la statue en bronze, réalisée par Jean-Louis Jaley, datant de 1851, qui fut fondue en 1942, dans le cadre de la mobilisation des métaux non ferreux[12],[13].
- Statue de Michel de Montaigne à Périgueux : allées de Tourny ; elle remplace celle en bronze réalisée par François Lanno installée sur la place Michel-Montaigne, près du Palais de justice, en 1840, et fondue en 1942, dans le cadre de la mobilisation des métaux non ferreux[14].
- Statue de Fénelon à Périgueux, également dans les allées de Tourny à Périgueux ; autre statue en bronze réalisée par François Lanno, également fondue en 1942, dans le cadre de la mobilisation des métaux non ferreux. Elle a été remplacée par une œuvre en pierre, inaugurée le 9 septembre 1962[15].

### Bustes
- Buste d'Yvon Delbos : devant la mairie de Montignac-Lascaux, œuvre datée de 1965-1966.
- Buste de faune antique : marbre vers 1912, (h. 45 cm) ; à la préfecture d’Albi[16].

### Œuvres religieuses
Ses œuvres religieuses sont mal connues, surtout en ce qui concerne leur localisation. Quelques-unes sont répertoriées.
- Vierge à l'Enfant ; terre cuite beige (h. 74 cm) au musée de la Piscine (musée André-Diligent) à Roubaix, don de Mme Privat en 1996[17].
- Bas-reliefs du chemin de croix de l'église de Magnac-sur-Touvre[18].
- Bas-reliefs du Chemin de croix de la basilique Notre-Dame-de-la-fin-des-Terres de Soulac-sur-Mer en Gironde
- Une Vierge au lis[19].
- Bas-relief : Méditation de sainte Thérése de l'Enfant-Jésus[20].

### Sculptures
- Fontaine aux enfants : groupe d’enfants nus assis autour d’un mascaron d’où jaillit l’eau dans le parc Léon-Salagnac à Malakoff, inaugurée en 1955[21],[22].
- Fontaine square de l'Aspirant-Dunand (14e arrondissement de Paris)[3].
- Scène pastorale, à Paris, square du Docteur-Calmette : bas-relief en pierre daté de 1932 représentant deux jeunes femmes et un mouton[23].
- « Avril » : plâtre à glacis argenté daté de 1929 (h. 60 cm) ; au musée des Beaux-arts de Bordeaux[24].
- Les « Âges de la vie » et « Bordeaux et sa vie » : deux bas-reliefs encadrant la porte d'entrée du centre de traumatologie de l'hôpital Pellegrin ; ce travail est inauguré par Jacques Chaban-Delmas et le professeur Georges Portmann en 1961[24].
- « Chanson de geste » : bas-relief au musée franco-américain du château de Blérancourt[25].
- « Jeune femme sortant du bain » : plâtre, au musée de la Piscine (musée André-Diligent) à Roubaix, don de Mme Privat en 1996[26].
- « La petite fille aux macarons » : plâtre représentant une jeune fille à corps de triton, au musée de la Piscine (musée André-Diligent) à Roubaix, don de Mme Privat en 1996[27].
- « Jeune fille à la colombe » : plâtre, (h. 74 cm) au musée de la Piscine (musée André-Diligent) à Roubaix, don de Mme Privat en 1996[28].
- « Vénus à la biche » ou « Femme à la biche » : bronze patiné noir (h. 81 cm) fondeur : Fonderie des artistes à Paris ; au musée de Mont-de-Marsan[29].

### Petits bronzes
Gilbert Privat a réalisé de très nombreux bronzes qui se négocient toujours, sur le marché de l'art, à des cotes estimables.
- « Maternité joyeuse » : bronze (h. 30 cm) au musée des années 1930 à Boulogne-Billancourt[31].
- « Vénus aux colombes et aux raisins », 1927 : épreuve en bronze  (h. 80 cm)[32], cachet d'éditeur de la Fonderie Susse Frères à Paris.
- « Jeune fille au drapé », datée de 1927 : sculpture en bronze à patine noire, fonte d'édition ancienne, fondeur CFA Paris[30].
- « Jeunesse » : bronze daté de 1949 à patine verte nuancée (h. 47 cm)[30].

### Aquarelles
- « Plage de Soulac »[33].
- « Venise » (22 cm x 29,5 cm)[34].
- « Audience de la Reine »[35].

### Autres œuvres
- « Deux têtes de jeunes filles » : fusain (61 × 35,5 cm), au palais des beaux-arts de Lille[36].
- Statuette « Flore » : biscuit de porcelaine (h. 34 cm) réalisé par la Manufacture nationale de Sèvres ; au musée des arts décoratifs de Paris[37].
- « Vénus et l'Amour » : groupe en barbotine (l. 44 cm)[38].
- « Maternité » : sculpture en taille directe sur ardoise (h. : 29 cm)[39].